# Hindaste järv
Hindaste järv är en sjö i västra Estland. Den ligger i kommunen Nõva vald i Läänemaa, 60 km sydväst om huvudstaden Tallinn. Hindaste järv ligger 19 meter över havet. Arean är 0,57 kvadratkilometer. Den sträcker sig 0,9 kilometer i nord-sydlig riktning, och 0,9 kilometer i öst-västlig riktning. Den avvattnas av ån Veskijõgi som också avvattnar sjön Veskijärv som ligger 1,8 km norr om Hindaste järv. 
Inlandsklimat råder i trakten. Årsmedeltemperaturen i trakten är 3 °C. Den varmaste månaden är juli, då medeltemperaturen är 17 °C, och den kallaste är januari, med −11 °C.